# Очерк путешествия по Европейской Турции
„Очерк путешествия по Европейской Турции“ (в оригинал на стария руски правопис „Очеркъ путешествія по Европейской Турціи“, в превод на български „Очерк за пътешествие по Европейска Турция“) е книга на видния руски славист Виктор Григорович, отпечатана на руски език в 1848 година в Казан.
Очеркът отразява научната експедиция на Григорович в българските земи от 1844 – 1845 година и е важен източник за историята на българския народ. Особено ценни и подробни са сведенията му за Македония - за етнодемографския състав на населението на областта и за нейната топография.

## Научна експедиция
Експедицията на Григорович е много по-добре подготвена от тази на Юрий Венелин в 1830 година. Григорович изучава пътеписите и научните трудове за Балканите на Ами Буе, Аугуст Гризебах, Йосиф Мюлер и Павел Шафарик. Освен това се среща с пребиваващи в Русия българи, от които получава сведения за българските земи.
Експедицията на Григорович трае от 20 август 1844 година, когато тръгва от Цариград, до 11 юли 1845 година, когато преминава Дунав при Русе. В това време минава въпреки пречките на властите през Солун, Света гора, Воден, Битоля, Охрид, Струга, Велес, Щип, Струмица, Петрич, Сяр, Мелник, Рилския манастир, София, Ихтиман, Пловдив, Карлово, Калофер, Казанлък, Габрово, Търново, Свищов и Русе. При пътуването си Григорович изследва етнографията, историята и езика на населението, събира ценни средновековни писмени паметници, разговаря с видни общественици.

## Издания
„Очеркът“ е публикуван в 1848 година в книжка III на „Ученых записках Казанского университета“ в ограничен тираж под заглавие „Очеркъ ученаго путешествія по Европейской Турціи“. В 1877 година в навечерието на Руско-турската война в Москва е направено второ издание на книгата с пропагандна цел под заглавието „Очеркъ путешествія по Европейской Турціи (съ картою окресностей охридскаго и преспанскаго озеръ) Виктора Григоровича“. С това издание „Очеркът“ придобива и широка известност. В България „Очеркът“ е издаден фототипно по второто московско издание през 1978 година по повод стогодишнината от смъртта на Григорович.

## Място в науката
В „Очерка“ за пръв път на базата на преки наблюдения е събран автентичен материал за диалектните различия и териториалното разпространение на българския етнос в Македония, Тракия и Мизия. „Очеркът“ за пръв път добре подчертава доминацията на българския етнос в Македония в сравнение с другите – гърци, турци, власи. Григорович на базата на преки сведения критикува неточните сведения, разпространявани в съвременната му европейска наука – като тези на Жером-Адолф Бланки и Мюлер.